# Escut i bandera de Barraques
L'escut i la bandera de Barraques són els símbols representatius de Barraques, municipi del País Valencià, a la comarca de l'Alt Palància.

## Escut heràldic
L'escut oficial de Barraques té el següent blasonament:
| « | Escut quadrilong de punta redona, partit i mig truncat. Al primer quarter, en camp d'atzur, dues claus en aspa, una d'or i l'altra d'argent, enllaçades per un cordó de gules. En el segon quarter, en camp d'or, tres barraques de gules ben ordenades, aclarides de sable. En el tercer quarter, d'or quatre pals de gules i bordura d'argent amb vuit escudets d'or, carregats amb una faixa d'atzur. Per timbre, una corona reial oberta. | » |

## Bandera
La bandera oficial de Barraques té la següent descripció:
| « | Bandera de proporcions 2:3. De blanc amb tres franges bandades al batent, la primera i la tercera de verd, la central, de doble amplària, de groc amb quatre franges de roig, i carregada al centre amb l'escut municipal. | » |

## Història

Escut oficial de Barraques entre 1994 i 2000.

L'escut s'aprovà per Resolució de 19 de desembre de 2000, del conseller de Justícia i Administracions Públiques, publicada en el DOGV núm. 3.921, de 19 de gener de 2001 i la seua descripció es corregí per Resolució de 9 de gener de 2012, publicada en el DOCV núm. 6.697, de 23 de gener de 2012.
Aquesta resolució va modificar l'anterior escut de 1994 que s'aprovà per Resolució de 5 d'octubre, del conseller d'Administració Pública, publicada en el DOGV núm. 2.398, de 30 de novembre, on només apareixien els dos primers quarters.
Es tracta d'un escut parlant. Les claus i les barraques fan al·lusió a l'antic nom del poble les Barraques de Sant Pere de Bellmunt. A la darrera partició es representen les armes dels Xèrica, antics senyors de Barraques al segle xiii.
La bandera s'aprovà per Resolució de 7 de març de 2001, del conseller de Justícia i Administracions Públiques, publicada en el DOGV núm. 3.977, de 10 d'abril de 2001.